# Белевцов, Владимир Николаевич
Влади́мир Никола́евич Белевцов (Белевцев) (4 ноября 1867 — 1926) — председатель Тимской уездной земской управы, член IV Государственной думы от Курской губернии.

## Биография
Православный. Потомственный дворянин Курской губернии. Землевладелец той же губернии (родовые 300 десятин).
Образование получил в реальном училище, по окончании которого занялся сельским хозяйством в родовом имении. В 1895 году был назначен земским начальником. С 1897 года избирался гласным Тимского уездного и Курского губернского земских собраний, а с 1910 года — и председателем Тимской уездной земской управы. Состоял помощником уездного предводителя дворянства. Был товарищем председателя Тимского отдела «Союза русского народа».
В 1912 году был избран в члены IV Государственной думы от 2-го съезда городских избирателей Курской губернии. Входил во фракцию правых. Состоял членом комиссий: по исполнению государственной росписи доходов и расходов, по судебным реформам, по военным и морским делам, редакционной, а также по местному самоуправлению. В 1913 году вступил в Русское собрание, а в следующем году стал членом-учредителем Филаретовского общества народного образования. После Февральской революции выехал в Тим.
Во время Гражданской войны выехал в Турцию. В 1921 году возглавил Монархическое объединение имени Козьмы Минина в Константинополе. Затем в эмиграции во Франции. Умер в 1926 году от скоротечной чахотки. Был женат, воспитывал приемную дочь.